# Koiravaaranoja
De Koiravaaranoja (Zweeds: Koirabergbeek) een beek die stroomt in de Zweedse  gemeente Kiruna. De beek verzorgt de afwatering van het gebied ten westen van de Koiraberg. De Koiravaaranoja stroomt naar het noordwesten weg en levert haar water af aan het Äijälompolo. Ze is circa 10 kilometer lang.
Afwatering: Koiravaaranoja → (Äijälompolo) → Äijärivier → Torne → Botnische Golf